# Lista över Disney Channel-TV-serier
Det här är en lista över TV-serier som först visats på Disney Channel. De TV-serier som inte visats av Disney Channel i Sverige är markerade med *. Denna lista räknar enbart med TV-serier som har ett bekräftat premiärdatum. 

## Disney Channel-TV-serier
Nedanstående serier visades mellan 1983 och 1998. Ingen av dessa serier har visats på en Disney-kanal i Sverige, och har därför ingen svensk titel.

### 1983
- Good Morning, Mickey! (1983-1992)*
- Welcome to Pooh Corner (1983-1987)*
- You and Me Kid (1983-1986) *
- Contraption (1983-1989) *
- Donald Duck Presents (1983)*

### 1984
- D-TV (1984-1999) *

### 1985
- Dumbo's Circus (1985-1989) *

### 1986
- Kids Incorporated (1986-1993) *

### 1987
- Videopolis (1987-1989) *

### 1988
- Good Morning, Miss Bliss (1988-1989) *

### 1989
- Mickey Mouse Club (1989-1996) *

### 1992
- The Secret of Lost Creek (1992) *
- Adventures in Wonderland (1992-1997) *

### 1997
- Flash Forward (1997-1999)*

## Disney Channels original-TV-serier

### 1998
- The Famous Jett Jackson (1998-2001) *
- Bug Juice (1998-2001) *

### 1999
- So Weird (1999-2001) *
- The Jersey (1999-2003) *

### 2000
- Even Stevens (2000-2003) *
- In a Heartbeat (2000-2001) *
- Totally Circus (2000) *

### 2001
- Lizzie McGuire (2001-2004) * (visades på Jetix)
- Familjen Proud (2001-2005) *
- Totally Hoops (2001) *

### 2002
- Kim Possible (2002-2007)
- Totally in Tune (2002) *

### 2003
- That's So Raven (2003-2007)
- Lilo & Stitch: Serien (2003-2006)

### 2004
- Dave Barbaren (2004-2005)
- Phil från framtiden (2004-2006)
- Brandy & herr Morris (2004-2006)

### 2005
- American Dragon: Jake Long (2005-2007)
- Zack & Codys ljuva hotelliv (2005-2008)
- Det Surrar om Maggie (2005-2006)

### 2006
- Kejsarens nya skola (2006-2008)
- Hannah Montana (2006-2011)
- Shorty McShorts' Shorts (2006-2007)
- Ersättarna (2006-2009)

### 2007
- Cory i Vita huset (2007-2008)
- Phineas & Ferb (2007-pågående)
- Magi på Waverly Place (2007-2012)

### 2008
- Det ljuva havslivet (2008-2011)

### 2009
- Sonnys chans (2009-2011)
- Jonas L.A. (2009-2010)

### 2010
- Lycka till Charlie! (2010-2014)
- På kroken (2010-2014)
- Shake It Up (2010-2013)
- Take Two with Phineas and Ferb (2010-2011)
- Par i kungar (2010-2013)

### 2011
- A.N.T. - Avancerad Ny Talang  (2011-2014)
- So Random! (2011-2012)
- PrankStars (2011)
- Jessie (2011-2015)
- Austin och Ally (2011-2016)
- Kickin' it (2011-2015)

### 2012
- Gravity Falls (2012-2016)
- Code: 9 (2012)
- Dog With a Blog (2012-2015)
- Lab Rats (2012-2016)

### 2013
- Musse Pigg (2013-2018)
- Liv och Maddie (2013-2017)
- Wander i galaxen (2013-2016)

### 2014
- Det var inte jag (2014-2015)
- Win, Lose or Draw (2014)
- Här är ditt liv, Riley (2014-2017)

### 2015
- K.C. Hemlig agent (2015-2018)
- Bästa vänner när som helst (2015-2016)
- Bunk'd (2015-2021)
- Descendants (2015-2016)
- Ester vs Mörkrets Krafter (2015-2019)

### 2016
- Harley i mitten (2016-2017)
- Lab Rats: Elitstyrkan (2016)
- Soy Luna (2016-2018)
- Bizaardvark (2016-2018)
- Milo Murphys lag (2016-2019)
- Mech-X4 (2016-2017)

### 2017
- Trassel: Serien (2017-2019)
- Ravens hem (2017-2020)
- DuckTales (2017-2021)
- Big Hero 6 - Tv-serien (2017-2020)

### 2018
- Penny på M.A.R.S. (2018-2020)
- Familjen Green i storstan (2018-pågående)
- Legenden om tre caballeros (2018)
- Star Wars: Motståndsrörelsen (2018-2019)
- Coop och Cami frågar världen (2018-2019)

### 2019
- Sydney & Max (2019)
- Snabba Layne (2019)
- Dalmatinervägen 101 (2019-2020)
- Gilla Läget (2019-2020)
- Amphibia (2019-2022)
- Mickey go local (2019)
- Gabby Duran & de omöjliga (2019-2021)

### 2020
- Ugglehuset (2020-2023)

### 2021
- Sulphur Springs hemligheter (2021-2022)
- Spöket och Molly McGee (2021-pågående)

### 2022
- Värstingarna i Valley View (2022-pågående)
- Ultra Violet & Black Scorpion (2022)
- Vikingaskolan (2022-pågående)
- Hamster & Greta (2022-pågående)

### 2023
- Moon Girl och Devil Dinosaur (2023-pågående)
- Kiff (2023-pågående)
- Saturdays (2023-pågående)